# Krílovskaia
|  | Aquest article tracta sobre la localitat del districte de Leningràdskaia. Vegeu-ne altres significats a «Krilóvskaia». |

Krílovskaia (rus: Кры́ловская) és una stanitsa del krai de Krasnodar, a Rússia. Es troba a la vora del Txelbas. És a 24 km al sud de Leningràdskaia i a 120 km al nord de Krasnodar.

## Història
La població fou fundada el 1794 com un dels primers quaranta assentaments dels cosacs de la mar Negra a la regió del Kuban. Va rebre nova immigració el 1848. El 1865 s'hi construí l'església de Sant Miquel Arcàngel. El 1915 la vila ja tenia 10.224 habitants. Del 31 de desembre del 1934 al 1953 fou el centre de l'antic Raion de Stalin.